# Камбанка (филм)
„Камбанка“ (на английски: Tinker Bell) е американски компютърно анимиран филм от 2008 г. Това е първият филм от поредицата Камбанка. Филмът излиза на DVD през 18 септември 2008 г.

## Синхронен дублаж
| Роля            | Изпълнител                 |
| --------------- | -------------------------- |
| Зън-Зън         | Марина Димитрова           |
| Розета          | Соня Костадинова           |
| Иридеса         | Лина Шишкова               |
| Сребърна мъгла  | Здрава Каменова-Пантелеева |
| Вивета          | Цветослава Симеонова       |
| Фея Мери        | Елизабет Радева            |
| Терънс          | Деян Ангелов               |
| Дрън            | Росен Русев                |
| Бобъл           | Живко Джуранов             |
| Видия           | Златина Тасева             |
| Кралица Клариса | Симона Нанова              |

### Други гласове
| Василка Сугарева    |
| Десислава Софранова |
| Милица Георгиева    |
| Петя Абаджиева      |
| Силвия Петрова      |
| Таня Михайлова      |
| Цветомира Михайлова |
| Георги Стоянов      |
| Илия Иванов         |
| Цанко Тасев         |

### И децата
| Емилия Лозанова        |
| Лора Бенова            |
| Михаела Маринова       |
| Мария Магдалена Минева |

### Песни
| Песен               | Изпълнява                |
| ------------------- | ------------------------ |
| Феите идват при нас | Любена Нинова            |
| Верен докрай остани | Любена Нинова Детски хор |

### Българска версия
| Обработка                            | Александра Аудио Shepperton International |
| ------------------------------------ | ----------------------------------------- |
| Режисьор на дублажа                  | Таня Михайлова                            |
| Превод                               | Милена Иванова                            |
| Адаптация                            | Венета Янкова                             |
| Музикален режисьор Превод на песните | Десислава Софранова                       |
| Музикален асистент                   | Цветомира Михайлова                       |
| Творчески директор                   | Венета Янкова                             |
| Продуцент на българската версия      | Disney Character Voices International     |